# 667531 Ignasiribas
667531 Ignasiribas este o planetă minoră (asteroid) din Mars-crossing asteroid⁠(d). A fost descoperită pe 20 iulie 2011 la  de . 
Obiectul prezintă o orbită caracterizată de o semiaxă mare de 2,2587358217722 UAi, o excentricitate de 0,37775813166586, o înclinație de 6,2871984168474 ° în raport cu ecliptica.